# Eustathe Argyre (amiral)
Pour les articles homonymes, voir Argyre.
Eustathe Argyre (en grec : Εὐστάθιος [Ἀργυρός]) est un amiral byzantin sous l'empereur Léon VI le Sage, qui règne entre 886 et 912.

## Biographie
byzantin
Eustathe Argyre apparaît dans les sources au moment de la guerre contre le Premier Empire bulgare en 894. Il est placé sous le commandement de Nicéphore Phocas l'Aîné. Il détient déjà le titre de patrice ainsi que la fonction de drongaire du ploïmon, équivalent à l'amiral en chef. Il est envoyé sur le Danube pour faire traverser les Hongrois, alliés des Byzantins, qui peuvent ainsi attaquer les arrières des Bulgares. Le tsar Siméon Ier est rapidement contraint de demander la paix mais, alors que les Byzantins se retirent, il repousse les Hongrois et reprend la guerre contre les Byzantins.
En 902, l'empereur Léon VI envoie une flotte dirigée par Eustathe pour soutenir Taormine, en Sicile, alors assiégée par les Arabes. Il ne peut empêcher la chute de la ville et revient à Constantinople, où il est accusé par Michel Charaktos de négligence et de trahison, aux côtés du chef de la garnison, Constantin Karamallos. Les deux hommes sont menacés d'exécution mais le patriarche Nicolas Mystikos intercède en leur faveur et Eustathe est finalement confiné au monastère du Stoudion. Les sources ne permettent pas d'éclaircir ces soupçons de trahison, d'autant qu'aucune n'indique explicitement qu'il s'est rendu en Sicile ou dans le sud de l'Italie. Selon des historiens modernes, sa flotte pourrait n'avoir appareillé qu'avec retard et n'avoir pu rejoindre l'île, peut-être parce qu'elle aurait été chargée de transporter du matériel pour la construction d'églises voulues par l'empereur. 
Néanmoins, sa mise à l'écart n'est que temporaire. Dès 904, il est à nouveau à la tête de la marine byzantine. Il a comme mission de s'opposer à la flotte musulmane menée par Léon de Tripoli mais n'ose pas se lancer dans une bataille ouverte. Les musulmans en profitent en pénétrant dans l'Hellespont, ce qui conduit Léon VI à remplacer Eustathe Argyre par Himérios, dont les résultats ne sont guère meilleurs puisque la ville de Thessalonique est mise à sac.

## Identité
Plusieurs historiens comme Romilly James Heald Jenkins, R.H. Dolley et Ekkehard Eickhoff ont identifié Eustathe Argyre à son homonyme, général au début du Xe siècle. Ils s'appuient sur les dires de Jean Skylitzès, selon qui le deuxième a poursuivi une carrière tant dans l'armée que dans la marine. D'autres historiens, comme Jean-François Vannier et Rodolphe Guilland sont en désaccord. Selon les auteurs de l'ouvrage intitulé Prosopographie der mittelbyzantinischen Zeit, aucune hypothèse ne peut être définitivement retenue. Cependant, le principal argument en faveur d'une différenciation est le fait que l'amiral Eustathe Argyre a déjà été disgracié avant 904, alors que le général subit le même sort quelques années plus tard. Or, il paraît peu probable qu'un même personnage perde les faveurs de l'empereur à deux reprises.